# 顏德固
顏德固（英語：George Beer Endacott，1901年2月28日—1971年9月15日）又譯安德葛，英國人、知名香港歷史學家。出生於西英格蘭德文郡，曾就讀艾希特大學和牛津大學貝利奧爾學院，第二次世界大戰期間加入英國皇家海軍，其後前來香港大學歷史系講授香港史。他於1958年出版的代表作《香港史》（英語：A history of Hong Kong）至今仍最受重視。1967年11月8日，獲香港政府邀講編寫香港二戰歷史，但未及出版便在1971年逝世。遺稿由港大學者艾倫·巴治（英語：Alan Birch）整理補充後，於1978年出版《英語：》。